# Kostel Saint-Jean-Baptiste de Grenelle
Kostel Saint-Jean-Baptiste de Grenelle (tj. svatého Jana Křtitele z Grenelle) je katolický farní kostel v 15. obvodu v Paříži na náměstí Place Étienne-Pernet. Kostel je zasvěcen svatému Janu Křtiteli a pojmenován po bývalé obci Grenelle.

## Historie
Kostel byl postaven v letech 1824–1828 uprostřed nové obce Grenelle. Základní kámen položila v roce 1827 Louise Marie Thérèse d'Artois, vnučka francouzského krále Karla X. Po připojení obce Grenelle k Paříži v roce 1860 byla farnost začleněna do 15. obvodu. Původně jednolodní stavba přestala po nárůstu obyvatelstva ve čtvrti dostačovat. V letech 1872 a 1886 byly přistavěny dvě kaple. Kostel byl rozšířen v letech 1924–1926, kdy přibyly boční lodě, transept a nový chór, ke kterému byla přistavěna kaple Saint-Etienne.
Zvonice v novogotickém stylu je v kontrastu se zbývající stavbou inspirovanou románským slohem.